# Stanhopea thienii
Stanhopea thienii är en orkidéart som beskrevs av Dodson. Stanhopea thienii ingår i släktet Stanhopea och familjen orkidéer.
Artens utbredningsområde är Ecuador. Inga underarter finns listade i Catalogue of Life.